# 櫻井公一
櫻井 公一（さくらい こういち、1949年（昭和24年）11月26日 - ）は、日本の政治家。宮城県宮城郡松島町長（3期）。全国町村会副会長、宮城県町村会会長などを務めている。

## 来歴

### 町長就任以前
宮城県宮城郡松島町に生まれる。松島町立第三小学校、松島町立松島中学校を卒業後、宮城県農業高等学校に入学する。1982年（昭和57年）に会社を設立し、1994年（平成6年）に代表取締役社長、2012年（平成24年）には会長に就任した。
また、1997年（平成9年）12月に行われた松島町議会議員選挙に出馬し初当選、以後5期にわたり町議会議員を務め、4期目となる2009年（平成21年）12月15日からは松島町議会議長を務めた。

### 2015年松島町長選挙
2015年（平成27年）8月25日に現職の大橋健男の任期満了に伴い告示された松島町長選挙では、櫻井と大橋の2人が立候補した。同年8月30日の選挙で櫻井は614票差で大橋の得票数を上回り、初当選を果たした。
同年8月31日には松島町文化観光交流館にて当選証書付与式が行われ、9月11日に初登庁した。就任初日には役場職員に対し訓示を行い、その後は関東・東北豪雨で増水した吉田川や避難所の視察を行った。
※当日有権者数：12,739人 最終投票率：61.19%（前回比：-7.27pts）
| 候補者名 | 年齢 | 所属党派 | 新旧別 | 得票数  | 得票率 | 推薦・支持 |
| -------- | ---- | -------- | ------ | ------- | ------ | ---------- |
| 櫻井公一 | 65   | 無所属   | 新     | 4,162票 | 54.0%  |            |
| 大橋健男 | 64   | 無所属   | 現     | 3,548票 | 46.0%  |            |

町長選に立候補した理由として櫻井は、自身が町政の舵取り役として進め、東日本大震災の復興を10年間で成し遂げるためとしている。また、震災が発生した2011年（平成23年）9月の台風15号による浸水被害など、雨水・排水対策が就任以前は不十分であった点なども挙げている。
MAKOTO WILLのインタビューでは「正直な話、東日本大震災が起きなければ、私は町議会議長の任期を全うし、その後政界から退いていたのではと思います。」と当時について語っている。

### 2019年松島町長選挙
2019年（平成31年）3月1日、櫻井は同年9月に任期満了に伴い行われる町長選へ無所属で立候補することを表明した。
2019年（令和元年）8月27日に告示された町長選では、櫻井と前宮城県議会議長の安部孝の2人が立候補した。同年9月1日に行われた選挙では、安部を抑え4,846票を獲得、再選を果たした。
※当日有権者数：12,241人 最終投票率：64.53%（前回比：3.34pts）
| 候補者名 | 年齢 | 所属党派 | 新旧別 | 得票数  | 得票率 | 推薦・支持 |
| -------- | ---- | -------- | ------ | ------- | ------ | ---------- |
| 櫻井公一 | 69   | 無所属   | 現     | 4,846票 | 61.9%  |            |
| 安部孝   | 63   | 無所属   | 新     | 2,979票 | 38.1%  |            |

### 2023年松島町長選挙
2023年（令和5年）3月1日、櫻井は同年9月10日の任期満了に伴い行われる予定の松島町長選挙で、3選を目指し無所属で立候補する意思を松島町議会の新年度施政方針演説後に表明した。同年8月22日に告示された町長選では無投票で当選し、3選を果たした。

## 政策・主張
- 町長初就任時の就任挨拶では、震災復興や行財政運営、子育て支援の充実化などを重要な課題としている[3]。
- 町全体で最も解決が急がれる課題として「少子高齢化」「社会保障費の増加への対応」を挙げており、移住と定住の促進のため首都圏でのPR活動や移住相談を推進している[4]。
  - 新たに松島町で住居を取得した者を対象として最大100万円の補助金を交付し、2021年（令和3年）時点で282世帯847人の転入を生み出した[4]。
- 「若者がチャレンジしやすい環境の整備」を目指し、創業者支援事業補助金制度の導入や宮城県松島高等学校観光科とのコラボレーションを主導している[4]。
- 仙台医療圏の政策医療の課題解決に伴い計画されている仙台赤十字病院・宮城県立がんセンター統合と東北労災病院・宮城県立精神医療センター合築について、櫻井は病院統合に大きく関係する名取市の山田司郎市長と富谷市の若生裕俊市長が賛同していることに触れ、自身も賛成の立場を示した[13]。

## 人物
- 政治理念の一つとして「意志あれば道は開ける」というエイブラハム・リンカーン・第16代アメリカ合衆国大統領の言葉を掲げている[9]。
- 松島町手樽に在住[5]。
- 現在の役職として、宮城県国民健康保険団体連合会 副理事長・塩釜地区消防事務組合 副管理者、宮城東部衛生処理組合 副管理者、仙台・宮城観光キャンペーン推進協議会 委員、仙石線整備促進期成同盟会 副会長、松島中学校同窓会 副会長などが挙げられる[1]。